# Domenico Morone

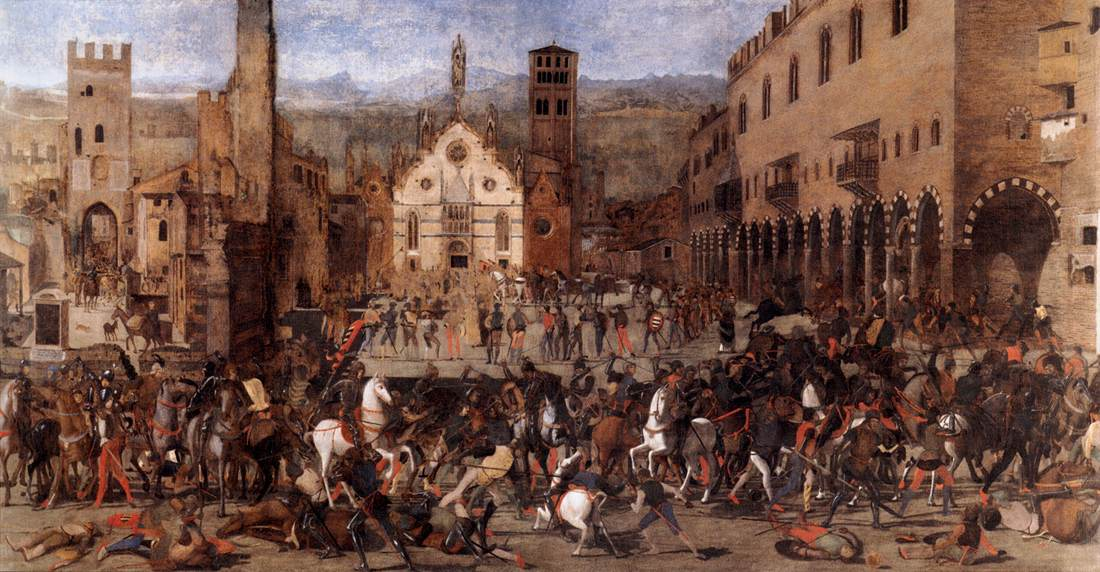
Expulsión de los Bonacolsi de Mantua.

Domenico Morone (Verona, 1442 - Verona, 1518), pintor italiano del Renacimiento.

## Datos biográficos
De probable origen lombardo, el arte de Morone bebe de la influencia de Andrea Mantegna, aunque se fue acercando progresivamente a las maneras del arte veneciano de la época, representado por artistas como Giovanni Bellini o Cima da Conegliano.
Autor de pocas obras, Morone es conocido por una serie de lienzos que ilustran grandes fiestas o torneos, con multitud de pequeñas figuras, siendo la más célebre la Expulsión de los Bonacolsi de Mantua, conservada en el Palacio Ducal.
A partir de 1496 trabajó conjuntamente con su hijo Francesco Morone, que también fue un pintor de renombre.

## Obras destacadas
- Cassone con dos paneles con El Rapto de las Sabinas (1490, National Gallery of Art, Londres)
- Expulsión de los Bonacolsi de Mantua (1494, Palazzo Ducale, Mantua)